# 2013년 MTV 무비 어워드
제22회 MTV 무비 & TV 어워드는 2013년 4월 14일에 열린 시상식이다.

## 수상 및 후보

### 최고의 영화상
- 어벤져스 - 조스 웨던 수상
- 다크 나이트 라이즈 - 크리스토퍼 놀란
- 장고:분노의 추적자 - 쿠엔틴 타란티노
- 실버라이닝 플레이북 - 데이빗 O. 러셀
- 19곰 테드 - 세스 맥팔레인

### 최고의 남자배우상
- 실버라이닝 플레이북 - 브래들리 쿠퍼 수상
- 아르고 - 벤 애플렉
- 매직 마이크 - 채닝 테이텀
- 링컨 - 다니엘 데이 루이스
- 장고:분노의 추적자 - 제이미 폭스

### 최고의 여자배우상
- 실버라이닝 플레이북 - 제니퍼 로렌스 수상
- 레미제라블 - 앤 해서웨이
- 월플라워 - 엠마 왓슨
- 19곰 테드 - 밀라 쿠니스
- 피치 퍼펙트 - 레벨 윌슨

### 주목할만한 배우상
- 피치 퍼펙트 - 레벨 윌슨 수상
- 레미제라블 - 에디 레드메인
- 월플라워 - 에즈라 밀러
- 비스트 - 쿠벤자네 왈리스
- 라이프 오브 파이 - 수라즈 샤르마

### 최고의 키스상
- 실버라이닝 플레이북 - 제니퍼 로렌스 & 브래들리 쿠퍼 수상
- 월플라워 - 엠마 왓슨 & 로건 레먼
- 문라이즈 킹덤 - 카라 헤이워드 & 자레드 길만
- 장고:분노의 추적자 - 제이미 폭스 & 케리 워싱턴
- 19곰 테드 - 밀라 쿠니스 & 마크 월버그

### 최고의 싸움상
- 어벤져스 - 로버트 다우니 주니어 외 6명 수상
- 다크 나이트 라이즈 - 크리스찬 베일 vs 톰 하디
- 장고:분노의 추적자 - 제이미 폭스 vs Candieland Henchmen
- 007 스카이폴 - 다니엘 크레이그 vs 올라 래페이스
- 19곰 테드 - 마크 월버그 vs 세스 맥팔레인

### 최고의 악당상
- 어벤져스 - 톰 히들스턴 수상
- 007 스카이폴 - 하비에르 바르뎀
- 장고:분노의 추적자 - 레오나르도 디카프리오
- 다크 나이트 라이즈 - 마리옹 꼬띠아르
- 다크 나이트 라이즈 - 톰 하디

### 최고의 공포연기상
- 라이프 오브 파이 - 수라즈 샤르마 수상
- 텍사스 전기톱 연쇄살인사건 3D - 알렉산드라 다드다리오
- 헤이츠 - 제니퍼 로렌스
- 제로 다크 서티 - 제시카 차스테인
- 호빗 : 뜻밖의 여정 - 마틴 프리먼

### 최고의 영웅상
- 빌보 배긴스 수상
- 스노우 화이트
- 아이언맨
- 헐크
- 배트맨
- 캣우먼

### 최고의 콤비상
- 19곰 테드 - 마크 월버그 & 세스 맥팔레인 수상
- 어벤져스 - 로버트 다우니 주니어 & 마크 러팔로
- 선거 캠페인 - 윌 페렐 & 자흐 갈리피아나키스
- 장고:분노의 추적자 - 레오나르도 디카프리오 & 사무엘 L. 잭슨
- 실버라이닝 플레이북 - 제니퍼 로렌스 & 브래들리 쿠퍼

### 최고의 뮤지컬 퍼포먼스
- 피치 퍼펙트 - 안나 켄드릭 외 6명 수상
- 레미제라블 - 앤 해서웨이
- 매직 마이크 - 채닝 테이텀 외 4명
- 월플라워 - 엠마 왓슨 외 2명
- 실버라이닝 플레이북 - 제니퍼 로렌스 외 1명

### 최고의 웃통 벗은 연기상
- 브레이킹 던 part2 - 테일러 로트너 수상
- 매직 마이크 - 채닝 테이텀
- 다크 나이트 라이즈 - 크리스찬 베일
- 007 스카이폴 - 다니엘 크레이그
- 19곰 테드 - 세스 맥팔레인

### 최고의 황당한 순간상
- 장고:분노의 추적자 - 제이미 폭스 외 1명 수상
- 피치 퍼펙트 - 안나 캠프
- 플라이트 - 덴젤 워싱턴
- 007 스카이폴 - 하비에르 바르뎀
- 19곰 테드 - 세스 맥팔레인

### MTV 제너레이션상
- 제이미 폭스 수상

### MTV 트레일블레이저상
- 엠마 왓슨 수상

### 코믹 천재상
- 윌 페렐 수상